# Jake Lacy
Jake Lacy (Greenfield, Massachusetts, 14 de fevereiro de 1985) é um ator americano.

## Início da vida
Lacy nasceu em Greenfield, no estado de Massachusetts e cresceu em Pittsford, Vermont. Em 2008, formou-se na Universidade da Escola de Artes da Carolina do Norte (UNCSA), em Winston-Salem. Após a formatura, trabalhou como vendedor em Nova York e como recepcionista em um bar.

## Carreira
Em 2008 Lacy atuou em Guiding Light como Chip.
Em 2010, interpretou Casey Marion Davenport em Better with You.
Em 2012, Lacy estrelou como Floyd em Royal Pains.
O ator estrelou como Pete Miller, na 9.ª e última temporada de The Office.
Em 2014, estrelou a comédia Obvious Child, com Jenny Slate. Em 2015, Lacy atuou ao lado de Rooney Mara em Carol, como Richard.
Em 2016, participou de Their Finest, dirigido por Lone Scherfig, que teve a sua estreia mundial no Festival Internacional de Cinema de Toronto.
Em 2017, Lacy participou de I'm Dying Up Here, uma série de comédia na rede de TV Showtime.
Em 2018, participou de Rampage: Destruição Total.

## Vida pessoal
Lacy é casado com Lauren Deleo desde 2015.

## Filmografia
| Ano  | Título                         | Personagem                |
| ---- | ------------------------------ | ------------------------- |
| 2014 | Obvious Child                  | Max.                      |
| 2014 | Balls Out                      | Caleb Fuller              |
| 2015 | Carol                          | Richard Semco             |
| 2015 | Love the Coopers               | Joe                       |
| 2016 | How to Be Single               | Ken                       |
| 2016 | Their Finest                   | Carl Lundbeck / Brannigan |
| 2016 | Miss Sloane                    | Forde                     |
| 2017 | Christmas Inheritance          | Jake Collins              |
| 2018 | Rampage                        | Brett Wyden               |
| 2018 | Johnny English Ataca Novamente | Jason                     |

| Ano       | Título                  | Função                             | Notas                                      |
| --------- | ----------------------- | ---------------------------------- | ------------------------------------------ |
| 2008      | Guiding Light           | Chip                               | Episódio 15546                             |
| 2010-11   | Better with You         | Casey Marion Davenport             | 22 episódios                               |
| 2012      | Royal Pains             | Floyd                              | Episódio: "My Back to the Future"          |
| 2012-13   | The Office              | Pete Miller                        | 21 episódios                               |
| 2014      | The Michael J. Fox Show | Scott                              | Episódio: "Surpresa"                       |
| 2015      | Billy & Billie          | Keith                              | 7 episódios                                |
| 2015-16   | Girls                   | Fran Parker                        | 12 episódios                               |
| 2016      | Last Week Tonight       | Miscellaneous Commercial Character | Episódio: "Encryption"                     |
| 2017–2018 | I'm Dying Up Here       | Nick Beverly                       | 16 episódios                               |
| 2019      | Fosse/Verdon            | Ron                                | 5 episódios                                |
| 2019      | Ramy                    | Kyle                               | Episódio: "Refugees"                       |
| 2020      | High Fidelity           | Clyde                              | Papel principal                            |
| 2020      | Mrs. America            | Stanley Pottinger                  | Episódio: "Phyllis & Fred & Brenda & Marc" |
| 2021      | The White Lotus         | Shane Patton                       | Minissérie; elenco principal               |